# Миса
Миса је обред слављења еухаристије у неким западним црквама, на пример западном обреду Католичке цркве, Старокатоличкој цркви, англокатоличкој традицији Англиканских цркава и неким Лутеранским црквама. Назив потиче од латинског missa из фразе „Ite, missa est” („Идите, отпуст је”). Исти обред слављења евхаристије постоји у источним црквама (Православне цркве, Оријенталне православне цркве и Источне католичке цркве), али се тамо не зове миса.

## Теологија мисе
Према хришћанској теологији, мису, односно еухаристију установио је Исус Христ на Последњој вечери. На миси се хлеб и вино претварају у тело и крв Христову који се дају за људе, што симболизује Христову жртву. Штавише, према теологији то јест уприсутњење саме жртве. Миса је такође и гозба на којој божја деца приступају истом столу, једу и пију. Она је најсавршенија молитва.
Миса, као жртва, своје корене вуче још из старих религија где су се боговима приносиле животињске жртве. То је био централни обред тих религија којима се нешто давало моћноме богу да се удобровољи и да он узврати своме народу. Апстрахирајући смисао жртве, хришћанство је преузело те обреде. Жртва је есенцијално потребна, али не у облику клања животиња да се Богу удобровољи, него као битна последица греха који можемо победити само љубављу која у датим околностима захтева жртвовање себе, и то у целокупном људском животу. Христова жртва је у том контексту најсавршенија и најмоћнија те као таква спашава цело човечанство од греха. Миса, тј. сам обред жртвовања у хришћанству уприсутњује ту Христову жртву у даном тренутку. Не ради се о новом жртвовању, него о једној истој жртви која је сваки пута присутна у потпуности.
Жртва се природно схвата као нешто негативно што треба прихватати само у нужди, за више добро. Но жртва је израз потпуне несебичне љубави и као таква извор радости. Хришћани се жртви радују јер их она уводи у заједништво с Богом и људима. Она већ и јесте то заједништво. Исус је у јеванђељима то заједништво често присподобио гозбом, слављем где људи радосно уживају у заједништву и благодетима свега створења. Стога је миса и гозба на којој се једе божанска храна.
Службеник који врши обред жртвовања уопштено се назива свештеник, па је тај назив преузело и хришћанство. Обред се изводи на олтару (олтару). С обзиром на симболику гозбе, олтар је овде гозбени стол. Жртвују се тело и крв Криста који су истовремено храна и пиће.